# Nnamdi Oduamadi
Nnamdi Chidiebere Oduamadi (* 17. Oktober 1990 in Lagos) ist ein nigerianischer Fußballspieler auf der Position eines Stürmers.

## Karriere

### Karrierebeginn in der Heimat
Seine aktive Karriere als Fußballspieler begann Oduamadi in seinem Heimatland Nigeria, wo er bis zuletzt in einem der 14 Zentren der Pepsi Football Academy, einer vom Pepsikonzern gesponserten Jugendfußballinstitution, den Fußballsport ausübte. Von dort kam er bereits im März 2008 nach Europa, wo er sich dem italienischen Topklub AC Mailand anschloss, wobei dieser ihn erst mit Januar 2009 offiziell unter Vertrag nahm. Für den AC Mailand kam er gleich nach der Aufnahme ins Primavera-Team, der Nachwuchsmannschaft der Mailänder, in einigen Meisterschaftsspielen der Junioren zum Einsatz. Bis zum Saisonende konnte Oduamadi fünf Treffer verzeichnen und war damit vor Luca Scapuzzi mit vier Toren der beste Torschütze des Teams.
Zur Saison 2011/12 wurde Oduamadi an den FC Turin ausgeliehen.

### Erste Erfolge im Nachwuchs und Profidebüt
In der Saison 2009/10 entwickelte sich Oduamadi zu einem wahren Goalgetter im U-20-Team. In all den Ligaspielen des Primavera-Teams kam der eher kleingewachsene aber schnelle Stürmer auf 13 Tore und war damit der erfolgreichste Torschütze der Mannschaft. Vor allem durch seine Torgefährlichkeit kam die Mannschaft bis ins Finale der Coppa Italia Primavera, wo vor allem Oduamadis Sturmpartner Gianmarco Zigoni als Torjäger glänzte und die Mannschaft praktisch im Alleingang zum ersten Nachwuchscuptitel seit der Spielzeit 1984/85 führte. Außerdem erzielte der ebenfalls als Torjäger erfolgreiche Simone Verdi beim 2:0-Sieg im Finalrückspiel ein Tor. In der Liga schied die Mannschaft, nachdem sie mit 54 Punkten aus 26 Meisterschaftsspielen mit sechs Punkten Rückstand auf den Nachwuchs von Inter Mailand auf dem zweiten Tabellenplatz rangierte, im Viertelfinale des Play-offs gegen die Junioren von Sampdoria Genua aus.
Nach den Erfolgen in der Jugend kam der gebürtige Nigerianer in der Saison 2010/11 zu seinem Ligaspieldebüt für das Profiteam. Nachdem er bereits am 26. Juli 2009 bei einem Freundschaftsspiel gegen den Lokalrivalen Inter Mailand in den USA zu seinem Teamdebüt kam und danach auch noch an weiteren Aufbauspielen des Profiteams teilnahm, feierte er am 18. September 2010 beim 1:1-Heimremis gegen Catania Calcio sein Pflichtspieldebüt. Dabei kam der 19-jährige in der 85. Spielminute für den Routinier Filippo Inzaghi auf das Spielfeld.
Noch vor Saisonbeginn wurden von der Vereinsleitung des AC Mailand und des CFC Genua die Transferrechte des nigerianischen Stürmers neubestimmt. Nachdem zuvor die Mailänder die gesamten Transferrechte an Oduamadi hatten, wurden diese im Verlauf der Verhandlung auf den AC Mailand und Interessent CFC Genua aufgeteilt, nachdem sich der Klub aus dem Nordwesten Italiens dazu verpflichtet hatte, Oduamadi zu kaufen. Als Teil dieses Vertrages wurde der Grieche Sokratis, seines Zeichens noch Verteidiger bei den Genuesen, zum Associazione Calcio Milan transferiert. Neben Oduamadi wurden auch noch die Transferrechte von Rodney Strasser und Gianmarco Zigoni auf beide Vereine aufgeteilt. Nur einen knappen Monat nach der Aushandlung dieses Vertrages hatte der Nigerianer Mitte August 2010 die Möglichkeit auf Leihbasis nach Genua zu wechseln, was er schlussendlich jedoch unterließ und zu diesem Zeitpunkt noch auf sein Profidebüt bei den Mailändern wartete.
Odouamadi war von 2010 bis 2018 bei den Mailändern unter Vertrag, absolvierte jedoch nur ein Pflichtspiel, 5 Minuten im September 2010 gegen Catania Calcio. Er wurde bis 2016 immer wieder verliehen, meist innerhalb Italiens, aber auch in die Türkei und nach Finnland. 2018 unterschrieb er einen Vertrag in Tirana; danach war er vereinslos, bis er 2021 in der Seria D bei ASA Crema 1908 anheuerte.

## Erfolge
- Coppa Italia Primavera: 2010 mit der Jugendmannschaft des AC Mailand
- Italienische Meisterschaft: 2011 mit dem AC Mailand